# Vale do Amanhecer
Vale do Amanhecer (tiếng Anh: Valley of the Dawn; có nghĩa là Thung lũng Bình minh) là phong trào tôn giáo mới và giáo phái UFO được thành lập vào thập niên 1960, với khoảng 40.000 tín đồ. Giáo phái này tập trung xung quanh một ngôi đền mẹ nằm ở địa phương cùng tên tại Planaltina, Quận Liên bang, Brasil.

## Lịch sử
Ý tưởng về Vale do Amanhecer bắt nguồn từ cựu tài xế xe tải và nhà thông linh Tia Neiva (tên khai sinh là Neiva Chaves Zelaya—mất năm 1985), mà trụ sở đặt ở địa điểm hiện tại vào năm 1969. Giáo phái này chiếm một khu vực thuộc về chính quyền Quận Liên bang. Theo trang chủ cho biết có khoảng 500 cư dân, nhiều người trong số họ đều là những đứa trẻ bị bỏ rơi được Tia Neiva đem về nhận nuôi. Một thực thể pháp lý mang tên Lar das Crianças de Matildes được thành lập nhằm hợp pháp hóa cộng đồng này. Xung quanh Vale do Amanhecer có một cộng đồng khoảng 20.000 người, nhiều người trong số họ làm việc hoặc có mối liên hệ với giáo phái này. Trong số những cư dân ở đây có các đời giám đốc từng làm việc với Tia Neiva, một số gia đình của các nhà ngoại cảm, nhân viên phụ trách công việc bảo trì và những người thỉnh thoảng được đưa vào để chữa chứng nghiện rượu.
Điểm nhấn của cộng đồng này chính là ngôi Đền Vale Do Amanhecer được xây bằng đá theo hình elip, với diện tích che phủ khoảng 2.400 mét vuông. Bên trong ngôi đền này tạo cảm giác như đang ở trong một mê cung đầy màu sắc với nhiều không gian riêng biệt, mỗi không gian có chức năng riêng liên quan đến các công việc tâm linh được thực hiện hàng ngày. Phía sau ngôi đền có một bức tượng khổng lồ của Pai Seta Branca (nghĩa đen là "Cha Mũi Tên Trắng" trong tiếng Bồ Đào Nha), linh hồn thời tiền Columbus được cho là đã bắt đầu nói chuyện với Tia Neiva vào năm 1957, rồi chỉ dẫn và hỗ trợ bà cùng những tín đồ trong việc tạo ra học thuyết Đền Thờ. Ông luôn được miêu tả là một người thổ dân Nam Mỹ trẻ trung, khỏe mạnh, đẹp trai, mặc áo dài màu xanh, đội mũ lông vũ dài, đi dép da và cầm một mũi tên trắng mà mọi người thường gọi.

## Học thuyết
Vale do Amanhecer thực hành loại tôn giáo hỗn hợp pha trộn nhiều yếu tố của Kitô giáo, thuyết thông linh, Umbanda, niềm tin tôn giáo về UFO và tín ngưỡng bí truyền.
Có hai loại người đến Vale Do Amanhecer: Nhà thông linh và Người thăm viếng (còn gọi là bệnh nhân). Nhà thông linh về cơ bản được chia thành hai nhóm cơ bản ở Vale do Amanhecer: Aparás và Người giáo điều. Mỗi ngày, có từ ba đến bốn nghìn người đến Vale Do Amanhecer để tìm kiếm sự giúp đỡ cho các vấn đề tâm linh hoặc cá nhân của họ.
Nhà thông linh thường mặc áo choàng đặc biệt với màu sắc tươi sáng. Hầu hết nhà thông linh đều được coi là sự tái sinh của một dân tộc khổng lồ ngoài hành tinh, "Equituman" (còn gọi là Jaguar), thực thể được cho là đã hạ cánh xuống Trái Đất 32.000 năm trước, rồi sau trở lại trong các lần tái sinh liên tiếp qua những nền văn minh như Hittite, Ionia, Dorian, Ai Cập, Hy Lạp, La Mã, Maya, v.v... Người Equituman được cho là đã tới định cư tại khu vực Andes và sau khi chết thì chôn cất tại Hồ Titicaca, vốn dĩ được hình thành từ một vết rách của Ngôi sao Phát sáng. Theo thuyết sáng thế của tín đồ giáo phái này, Tia Neiva đã chỉ huy sứ mệnh tâm linh của dân tộc này trên Trái Đất theo lệnh của nhà lãnh đạo tối cao Pai Seta Branca, dường như là sự kết hợp của một số nhân vật bản địa thuộc giống dân Inca và người da đỏ bản địa. Các thành viên của Vale do Amanhecer sẽ phải thực hiện nghi lễ chữa lành về mặt tinh thần được gọi là “trabalhos” hoặc làm công việc hàng ngày tại ngôi đền chính của họ nằm bên ngoài Brasilia.